# Энгдаль, Уильям
Фредерик Уильям Энгдаль (англ. Frederick William Engdahl; род. 9 августа 1944, Миннеаполис) — американский писатель-публицист. Доктор.

## Биография и творчество
Вырос в Техасе. Закончил Принстонский университет по специальности «Инженерия» и «Юриспруденция» и защитил докторскую степень в области сравнительной экономики в Университете Стокгольма (Швеция) в 1969—1970 годах
Пишет о событиях в мировой политике и экономике, начиная с первого нефтяного кризиса 1970-х годов и мирового зернового кризиса; писал про распад СССР; политику МВФ, ВБ и долговой кризис стран третьего мира; Уругвайский раунд торговых переговоров ГАТТ и ВТО; продовольственную политику ЕС и зерновые картели; развитие рынка производных финансовых инструментов и работу хеджевых фондов; военно-стратегическую деятельность США во всем мире.
Публиковался в японских журналах Nihon Keizai Shimbun и Japan’s Foresight, Asia Inc. (Сингапур), в европейских журналах Foresight magazine, European Banker и в Business Banker International, а также в газетах Freitag и Smart Investor (Германия), ZeitFragen (Швейцария). Энгдаль регулярно публикуется также на сайтах Asia Times Online (Гонконг), Центра по изучению глобализации (Канада), FinancialSense.com, Grant’s Investor.com и 321Gold.com. На русском языке статьи Энгдаля о нефтяной геополитике и экономической глобализации опубликованы в журналах «Вестник ФЭК России» и «Национальные интересы», в экономическом издании «ФорексТаймс» и в газете «Азербайджанские Известия».
Член редколлегии журнала Eurasia.

### Антисемитские теории заговора
Энгдаль распространял конспирологические теории об американских финансистах еврейского происхождения — Джордже Соросе и Ротшильдах. Майкл Вольрайх (англ. Michael Wohlraich) называет Энгдаля первым популяризатором теорий заговора о Соросе, поскольку в 1996 году тот написал в журнале Executive Intelligence Review, что «наиболее важными из „евреев, не являющимися евреями“ являются Ротшильд, запустившие карьеру Сороса… Сорос — американец лишь по паспорту», что было названо антифашистской группой Unicorn Riot «примером антисемитского тропа о безродном космополите». Теории Энгдаля о роли Сороса в разжигании «цветных революций» получили продолжение у конспиролога Макса Блюменталя.

### «Финансовое Цунами»
Уильяму Энгдалю принадлежит цикл статей «Финансовое цунами», целиком посвящённый мировому экономическому кризису 2008 года, разразившемуся по вине крупнейших американских финансовых учреждений, действовавших, по его словам, с полного ведома и при поддержке властей США. Начавшись с дефолтов по ипотечным платежам в области сабпрайм-ипотеки в 2007 году (Ипотечный кризис в США), он продолжился серией банкротств крупных кредитных организаций, когда обнаружилось, что качество составных частей финансовых активов весьма далеко от высоких рейтингов, им присвоенных, и неликвидны. Вслед за ипотечными дефолтами последовали технические дефолты по автокредитам, потребительским, студенческим и т. д.
На следующем этапе Энгдаль в своей работе прогнозировал массовою череду неплатежей по американским кредитным картам. Очередные финансовые учреждения разорятся, прогнозировал в те годы автор. По его тогдашним прогнозам, действия минфина США и ФРС вели США в бездну гиперинфляции, триллионному бюджетному дефициту и к неизбежному негативному воздействию на экономику остального мира. Если только государства недолларовой сферы решительно не дистанцируются от власти доллара США и не создадут свои региональные валюты.